# Élections municipales de 2013 dans La Vallée-du-Richelieu
Pour un article plus général, voir Élections municipales de 2013 en Montérégie.
Cet article concerne les élections municipales de 2013 en Montérégie dans la municipalité régionale de comté de La Vallée-du-Richelieu.

## Belœil
| Partis                         | Partis                                             | Candidats pour la mairie | Vote  | %     |
| ------------------------------ | -------------------------------------------------- | ------------------------ | ----- | ----- |
|                                | Équipe Diane Lavoie - Beloeil gagnant              | Diane Lavoie (Sortante)  | 4 343 | 60,39 |
|                                | Parti des citoyens de Beloeil - Équipe Rémi Landry | Rémi Landry              | 2 848 | 39,61 |
| Taux de participation : 44,2 % |                                                    |                          |       |       |

| Partis | Partis                                             | Candidats conseiller #1 | Vote | %     |
| ------ | -------------------------------------------------- | ----------------------- | ---- | ----- |
|        | Équipe Diane Lavoie - Beloeil gagnant              | Louise Allie (Sortante) | 596  | 71,89 |
|        | Parti des citoyens de Beloeil - Équipe Rémi Landry | Vincent Michalk         | 233  | 28,11 |

| Partis | Partis                                             | Candidats conseiller #2 | Vote | %     |
| ------ | -------------------------------------------------- | ----------------------- | ---- | ----- |
|        | Équipe Diane Lavoie - Beloeil gagnant              | Renée Trudel (Sortante) | 599  | 63,72 |
|        | Parti des citoyens de Beloeil - Équipe Rémi Landry | Paulin Pomerleau        | 341  | 36,28 |

| Partis | Partis                                             | Candidats conseiller #1 | Vote | %     |
| ------ | -------------------------------------------------- | ----------------------- | ---- | ----- |
|        | Parti des citoyens de Beloeil - Équipe Rémi Landry | Odette Martin           | 533  | 48,50 |
|        | Équipe Diane Lavoie - Beloeil gagnant              | Lyse Girard (Sortante)  | 508  | 46,22 |
|        | Indépendant                                        | Simon Proulx            | 58   | 5,28  |

| Partis | Partis                                             | Candidats conseiller #4   | Vote | %     |
| ------ | -------------------------------------------------- | ------------------------- | ---- | ----- |
|        | Équipe Diane Lavoie - Beloeil gagnant              | Denis Corriveau (Sortant) | 532  | 59,71 |
|        | Parti des citoyens de Beloeil - Équipe Rémi Landry | Benoit Ruel               | 359  | 40,29 |

| Partis | Partis                                             | Candidats conseiller #5 | Vote | %     |
| ------ | -------------------------------------------------- | ----------------------- | ---- | ----- |
|        | Équipe Diane Lavoie - Beloeil gagnant              | Guy Bédard (Sortant)    | 570  | 67,06 |
|        | Parti des citoyens de Beloeil - Équipe Rémi Landry | Guy Langevin            | 280  | 32,94 |

| Partis | Partis                                             | Candidats conseiller #6 | Vote | %     |
| ------ | -------------------------------------------------- | ----------------------- | ---- | ----- |
|        | Équipe Diane Lavoie - Beloeil gagnant              | Pierre Verret (Sortant) | 551  | 58,62 |
|        | Parti des citoyens de Beloeil - Équipe Rémi Landry | Dominique Lessard       | 389  | 41,38 |

| Partis | Partis                                             | Candidats conseiller #7 | Vote | %     |
| ------ | -------------------------------------------------- | ----------------------- | ---- | ----- |
|        | Équipe Diane Lavoie - Beloeil gagnant              | Réginald Caron          | 568  | 58,92 |
|        | Parti des citoyens de Beloeil - Équipe Rémi Landry | Christian Ayina         | 396  | 41,08 |

| Partis | Partis                                             | Candidats conseiller #8     | Vote | %     |
| ------ | -------------------------------------------------- | --------------------------- | ---- | ----- |
|        | Équipe Diane Lavoie - Beloeil gagnant              | Jean-Yves Labadie (Sortant) | 475  | 69,44 |
|        | Parti des citoyens de Beloeil - Équipe Rémi Landry | Guy Bussugu-Bisselu         | 209  | 30,56 |

## Carignan
| Partis                         | Partis                                  | Candidats pour la mairie  | Vote  | %     |
| ------------------------------ | --------------------------------------- | ------------------------- | ----- | ----- |
|                                | Avantage Citoyen - Équipe René Fournier | René Fournier             | 1 871 | 72,80 |
|                                | Indépendant                             | Louise Lavigne (Sortante) | 699   | 27,20 |
| Taux de participation : 40,8 % |                                         |                           |       |       |

| Partis | Partis                                  | Candidats conseiller #1 | Vote            | %               |
| ------ | --------------------------------------- | ----------------------- | --------------- | --------------- |
|        | Avantage Citoyen - Équipe René Fournier | Lorraine Moquin         | Sans opposition | Sans opposition |

| Partis | Partis                                  | Candidats conseiller #2  | Vote | %     |
| ------ | --------------------------------------- | ------------------------ | ---- | ----- |
|        | Avantage Citoyen - Équipe René Fournier | Marcel Synnott           | 240  | 44,94 |
|        | Indépendant                             | Elena Sanchez (Sortante) | 232  | 43,45 |
|        | Indépendant                             | Benoit Girard            | 62   | 11,61 |

| Partis | Partis                                  | Candidats conseiller #3 | Vote            | %               |
| ------ | --------------------------------------- | ----------------------- | --------------- | --------------- |
|        | Avantage Citoyen - Équipe René Fournier | André Mylocopos         | Sans opposition | Sans opposition |

| Partis | Partis                                  | Candidats conseiller #4 | Vote            | %               |
| ------ | --------------------------------------- | ----------------------- | --------------- | --------------- |
|        | Avantage Citoyen - Équipe René Fournier | Danielle Théorêt        | Sans opposition | Sans opposition |

| Partis | Partis                                  | Candidats conseiller #5   | Vote | %     |
| ------ | --------------------------------------- | ------------------------- | ---- | ----- |
|        | Indépendant                             | Patrick Marquès (Sortant) | 187  | 53,89 |
|        | Avantage Citoyen - Équipe René Fournier | Marlène Salgues           | 160  | 46,11 |

| Partis | Partis                                  | Candidats conseiller #6 | Vote            | %               |
| ------ | --------------------------------------- | ----------------------- | --------------- | --------------- |
|        | Avantage Citoyen - Équipe René Fournier | Anne Poussard           | Sans opposition | Sans opposition |

## Chambly
| Partis                         | Partis                             | Candidats pour la mairie | Vote  | %     |
| ------------------------------ | ---------------------------------- | ------------------------ | ----- | ----- |
|                                | Action Chambly Équipe Denis Lavoie | Denis Lavoie (Sortant)   | 4 648 | 53,75 |
|                                | Indépendant                        | Steeves Demers           | 4 000 | 46,25 |
| Taux de participation : 44,4 % |                                    |                          |       |       |

| Partis | Partis                             | Candidats district du Canton (1) | Vote | %     |
| ------ | ---------------------------------- | -------------------------------- | ---- | ----- |
|        | Action Chambly Équipe Denis Lavoie | Sandra Bolduc                    | 331  | 29,66 |
|        | Indépendant                        | Hélène Simard                    | 261  | 23,39 |
|        | Indépendant                        | Marco Caron                      | 213  | 19,09 |
|        | Indépendant                        | Serge Larivée                    | 172  | 15,41 |
|        | Indépendant                        | Frédéric Isaya                   | 261  | 23,39 |

| Partis | Partis                             | Candidats district du Bassin (2) | Vote | %     |
| ------ | ---------------------------------- | -------------------------------- | ---- | ----- |
|        | Indépendant                        | Marc Bouthillier                 | 612  | 57,46 |
|        | Action Chambly Équipe Denis Lavoie | Jason John Freund                | 334  | 31,36 |
|        | Indépendant                        | Fodé Kerfalla Yansané            | 119  | 11,17 |

| Partis | Partis                             | Candidats district Charles-Michel-De-Salaberry (3) | Vote | %     |
| ------ | ---------------------------------- | -------------------------------------------------- | ---- | ----- |
|        | Indépendant                        | Claude Lesieur                                     | 600  | 53,91 |
|        | Action Chambly Équipe Denis Lavoie | Lucette Robert (Sortante)                          | 513  | 46,09 |

| Partis | Partis      | Candidats district de la Petite Rivière (4) | Vote | %     |
| ------ | ----------- | ------------------------------------------- | ---- | ----- |
|        | Indépendant | Richard Tetreault (Sortant)                 | 813  | 71,63 |
|        | Indépendant | Normand Houle                               | 322  | 28,37 |

| Partis | Partis                             | Candidats district Antoine-Louis-Fréchette (5) | Vote | %     |
| ------ | ---------------------------------- | ---------------------------------------------- | ---- | ----- |
|        | Action Chambly Équipe Denis Lavoie | Serge Gélinas                                  | 555  | 54,52 |
|        | Indépendant                        | Pierre Bourbonnais                             | 463  | 45,48 |

| Partis | Partis      | Candidats district Louis-Franquet (6) | Vote | %     |
| ------ | ----------- | ------------------------------------- | ---- | ----- |
|        | Indépendant | Luc Ricard (Sortant)                  | 739  | 65,86 |
|        | Indépendant | Pierre Hainault                       | 383  | 34,14 |

| Partis | Partis                             | Candidats district du Ruisseau (7) | Vote | %     |
| ------ | ---------------------------------- | ---------------------------------- | ---- | ----- |
|        | Action Chambly Équipe Denis Lavoie | Jean Roy (Sortant)                 | 468  | 52,88 |
|        | Indépendant                        | Claudine Sicard                    | 417  | 47,12 |

| Partis | Partis                             | Candidats district Grandes-Terres (8) | Vote | %     |
| ------ | ---------------------------------- | ------------------------------------- | ---- | ----- |
|        | Indépendante                       | Francine Guay                         | 860  | 72,64 |
|        | Action Chambly Équipe Denis Lavoie | Martin Trudeau                        | 324  | 27,36 |

## McMasterville
| Candidats pour la mairie | Vote            | %               |
| ------------------------ | --------------- | --------------- |
| Gilles Plante (Sortant)  | Sans opposition | Sans opposition |

| Candidats district Rive (1) | Vote            | %               |
| --------------------------- | --------------- | --------------- |
| Pierre Wilson (Sortant)     | Sans opposition | Sans opposition |

| Candidats district Village (2) | Vote            | %               |
| ------------------------------ | --------------- | --------------- |
| Michel Marleau (Sortant)       | Sans opposition | Sans opposition |

| Candidats district Parc (3)    | Vote            | %               |
| ------------------------------ | --------------- | --------------- |
| Danielle C. Meunier (Sortante) | Sans opposition | Sans opposition |

| Candidats district Vétérans (4) | Vote            | %               |
| ------------------------------- | --------------- | --------------- |
| André Robert (Sortant)          | Sans opposition | Sans opposition |

| Candidats district Érables (5) | Vote            | %               |
| ------------------------------ | --------------- | --------------- |
| Normand Angers (Sortant)       | Sans opposition | Sans opposition |

| Candidats district Chênes (6) | Vote            | %               |
| ----------------------------- | --------------- | --------------- |
| Claude Lebeuf (Sortant)       | Sans opposition | Sans opposition |

## Mont-Saint-Hilaire
| Partis                         | Partis                                        | Candidats pour la mairie | Vote  | %     |
| ------------------------------ | --------------------------------------------- | ------------------------ | ----- | ----- |
|                                | Avenir hilairemontais - Équipe Yves Corriveau | Yves Corriveau           | 2 236 | 33,69 |
|                                | Voix citoyenne - Équipe Denise Loiselle       | Denise Loiselle          | 1 731 | 26,08 |
|                                | Indépendante                                  | Carole Blouin            | 1 389 | 20,93 |
|                                | Indépendante                                  | Valéry Lapointe          | 1 280 | 19,29 |
| Taux de participation : 46,3 % |                                               |                          |       |       |

| Partis | Partis                                        | Candidats district du Déboulis (1) | Vote | %     |
| ------ | --------------------------------------------- | ---------------------------------- | ---- | ----- |
|        | Avenir hilairemontais - Équipe Yves Corriveau | Frédéric Dionne                    | 473  | 42,61 |
|        | Indépendant                                   | Christian Bouchard                 | 332  | 29,91 |
|        | Voix citoyenne - Équipe Denise Loiselle       | Joëlle Dumont                      | 305  | 27,48 |

| Partis | Partis                                        | Candidats district des Patriotes (2) | Vote | %     |
| ------ | --------------------------------------------- | ------------------------------------ | ---- | ----- |
|        | Avenir hilairemontais - Équipe Yves Corriveau | Emile Grenon Gilbert                 | 432  | 37,93 |
|        | Voix citoyenne - Équipe Denise Loiselle       | Marc-André Ledoux                    | 359  | 31,52 |
|        | Indépendant                                   | Jean-François Meilleur               | 348  | 30,55 |

| Partis | Partis                                        | Candidats district du Piémont (3) | Vote | %     |
| ------ | --------------------------------------------- | --------------------------------- | ---- | ----- |
|        | Avenir hilairemontais - Équipe Yves Corriveau | Sylvain Houle                     | 520  | 57,91 |
|        | Voix citoyenne - Équipe Denise Loiselle       | Maryse Lemieux                    | 378  | 42,09 |

| Partis | Partis                                        | Candidats district de Rouville (4) | Vote | %     |
| ------ | --------------------------------------------- | ---------------------------------- | ---- | ----- |
|        | Avenir hilairemontais - Équipe Yves Corriveau | Jean-Pierre Brault                 | 385  | 30,63 |
|        | Indépendante                                  | Brigitte Caron                     | 344  | 27,37 |
|        | Voix citoyenne - Équipe Denise Loiselle       | Daniel Proulx                      | 233  | 18,54 |
|        | Indépendante                                  | Ginette Poirier                    | 158  | 12,57 |
|        | Indépendant                                   | Gilles Charland                    | 137  | 10,90 |

| Partis | Partis                                        | Candidats district du Piémont (3) | Vote | %     |
| ------ | --------------------------------------------- | --------------------------------- | ---- | ----- |
|        | Avenir hilairemontais - Équipe Yves Corriveau | Sylvain Houle                     | 520  | 57,91 |
|        | Voix citoyenne - Équipe Denise Loiselle       | Maryse Lemieux                    | 378  | 42,09 |

| Partis | Partis                                        | Candidats district de la Montagne (5) | Vote | %     |
| ------ | --------------------------------------------- | ------------------------------------- | ---- | ----- |
|        | Indépendant                                   | Joseph Côté                           | 689  | 59,65 |
|        | Avenir hilairemontais - Équipe Yves Corriveau | Jean-Luc Halde (Sortant)              | 466  | 40,35 |

| Partis | Partis                                        | Candidats district de la Pommeraie (6) | Vote | %     |
| ------ | --------------------------------------------- | -------------------------------------- | ---- | ----- |
|        | Avenir hilairemontais - Équipe Yves Corriveau | Magalie Joncas                         | 545  | 54,50 |
|        | Voix citoyenne - Équipe Denise Loiselle       | Fernand Brillant (Sortant)             | 455  | 45,50 |

## Otterburn Park
| Candidats pour la mairie       | Vote  | %     |
| ------------------------------ | ----- | ----- |
| Danielle Lavoie                | 1 460 | 49,49 |
| Gérard Boutin (Sortant)        | 1 047 | 35,49 |
| Claude Couture                 | 443   | 15,02 |
| Taux de participation : 46,9 % |       |       |

| Candidats district Au pied de la montagne (1) | Vote | %     |
| --------------------------------------------- | ---- | ----- |
| Nelson G. Tremblay                            | 276  | 57,74 |
| Normand Grenier (Sortant)                     | 202  | 42,26 |

| Candidats district Du Pont-Noir (2) | Vote | %     |
| ----------------------------------- | ---- | ----- |
| Alexandre Dubé-Poirier              | 211  | 42,80 |
| Robert Claveau                      | 168  | 34,08 |
| Richard Ruest (Sortant)             | 114  | 23,12 |

| Candidats district Les Bosquets (3) | Vote | %     |
| ----------------------------------- | ---- | ----- |
| Jean-Marc Fortin (Sortant)          | 254  | 56,57 |
| Christian Delorme                   | 195  | 43,43 |

| Candidats district Des Pommiers (4) | Vote | %     |
| ----------------------------------- | ---- | ----- |
| Clarisse Viens (Sortante)           | 241  | 43,19 |
| Yolande Dallaire                    | 192  | 34,41 |
| Eve Sapina                          | 125  | 22,40 |

| Candidats district Du Vieux-Otterburn (5) | Vote | %     |
| ----------------------------------------- | ---- | ----- |
| Sophie Bourassa                           | 282  | 63,95 |
| Frédéric Allard                           | 159  | 36,05 |

| Candidats district Des Grandes-Terres (6) | Vote | %     |
| ----------------------------------------- | ---- | ----- |
| Luc Lamoureux                             | 250  | 51,76 |
| Nathalie Beaudet                          | 131  | 27,12 |
| Joëlle Réhel                              | 102  | 21,12 |

## Saint-Antoine-sur-Richelieu
| Partis                         | Partis          | Candidats pour la mairie  | Vote | %     |
| ------------------------------ | --------------- | ------------------------- | ---- | ----- |
|                                | L'Équipe        | Denis Campeau             | 601  | 71,80 |
|                                | Équipe Lévesque | Martin Lévesque (Sortant) | 236  | 28,20 |
| Taux de participation : 62,0 % |                 |                           |      |       |

| Partis | Partis          | Candidats conseiller #1    | Vote | %     |
| ------ | --------------- | -------------------------- | ---- | ----- |
|        | L'Équipe        | Lucie Beaudoin             | 597  | 71,41 |
|        | Équipe Lévesque | Martine Lizotte (Sortante) | 239  | 28,59 |

| Partis | Partis          | Candidats conseiller #2     | Vote | %     |
| ------ | --------------- | --------------------------- | ---- | ----- |
|        | L'Équipe        | Dominique Rougeau           | 539  | 63,79 |
|        | Équipe Lévesque | Serge Archambault (Sortant) | 306  | 36,21 |

| Partis | Partis          | Candidats conseiller #3 | Vote | %     |
| ------ | --------------- | ----------------------- | ---- | ----- |
|        | L'Équipe        | Pierre Lauzon           | 612  | 73,12 |
|        | Équipe Lévesque | Michel Rioux            | 225  | 26,88 |

| Partis | Partis          | Candidats conseiller #4 | Vote | %     |
| ------ | --------------- | ----------------------- | ---- | ----- |
|        | L'Équipe        | Bernard Archambault     | 663  | 79,21 |
|        | Équipe Lévesque | Linda Marcoux           | 174  | 20,79 |

| Partis | Partis          | Candidats conseiller #5 | Vote | %     |
| ------ | --------------- | ----------------------- | ---- | ----- |
|        | L'Équipe        | Chantal Denis           | 559  | 67,03 |
|        | Équipe Lévesque | Yvon Plante (Sortante)  | 275  | 32,97 |

| Partis | Partis          | Candidats conseiller #6   | Vote | %     |
| ------ | --------------- | ------------------------- | ---- | ----- |
|        | L'Équipe        | Jacklyn Estrada Rodriguez | 585  | 70,40 |
|        | Équipe Lévesque | Louise Ricard             | 246  | 29,60 |

## Saint-Basile-le-Grand
| Partis                         | Partis              | Candidats pour la mairie | Vote  | %     |
| ------------------------------ | ------------------- | ------------------------ | ----- | ----- |
|                                | Parti grandbasilois | Bernard Gagnon (Sortant) | 4 294 | 80,88 |
|                                | Indépendant         | Jonathan Bouchard        | 1 015 | 19,12 |
| Taux de participation : 44,1 % |                     |                          |       |       |

| Partis | Partis              | Candidats conseiller #1 | Vote | %     |
| ------ | ------------------- | ----------------------- | ---- | ----- |
|        | Parti grandbasilois | Maurice Cantin          | 478  | 76,48 |
|        | Indépendant         | Norman Perreault        | 147  | 23,52 |

| Partis | Partis              | Candidats conseiller #2 | Vote | %     |
| ------ | ------------------- | ----------------------- | ---- | ----- |
|        | Parti grandbasilois | Lise Marie Laurin       | 607  | 59,28 |
|        | Indépendant         | Normand Dubois          | 417  | 40,72 |

| Partis | Partis              | Candidats conseiller #3 | Vote            | %               |
| ------ | ------------------- | ----------------------- | --------------- | --------------- |
|        | Parti grandbasilois | Guylaine Yelle          | Sans opposition | Sans opposition |

| Partis | Partis              | Candidats conseiller #4 | Vote | %     |
| ------ | ------------------- | ----------------------- | ---- | ----- |
|        | Parti grandbasilois | Jacques Fafard          | 682  | 60,95 |
|        | Indépendant         | Guy Raymond             | 437  | 39,05 |

| Partis | Partis              | Candidats conseiller #5 | Vote | %     |
| ------ | ------------------- | ----------------------- | ---- | ----- |
|        | Parti grandbasilois | Normand Dieumegarde     | 726  | 74,77 |
|        | Indépendant         | Nicolas André           | 245  | 25,23 |

| Partis | Partis              | Candidats conseiller #6 | Vote | %     |
| ------ | ------------------- | ----------------------- | ---- | ----- |
|        | Parti grandbasilois | Josée Millette          | 463  | 61,57 |
|        | Indépendant         | Denis Houle             | 289  | 38,43 |

## Saint-Charles-sur-Richelieu
| Partis | Partis            | Candidats pour la mairie    | Vote            | %               |
| ------ | ----------------- | --------------------------- | --------------- | --------------- |
|        | Équipe du citoyen | Sébastien Raymond (Sortant) | Sans opposition | Sans opposition |

| Partis | Partis            | Candidats conseiller #1 | Vote            | %               |
| ------ | ----------------- | ----------------------- | --------------- | --------------- |
|        | Équipe du citoyen | Jérôme Guertin          | Sans opposition | Sans opposition |

| Partis | Partis            | Candidats conseiller #2 | Vote            | %               |
| ------ | ----------------- | ----------------------- | --------------- | --------------- |
|        | Équipe du citoyen | Denis Tremblay          | Sans opposition | Sans opposition |

| Partis | Partis            | Candidats conseiller #3 | Vote            | %               |
| ------ | ----------------- | ----------------------- | --------------- | --------------- |
|        | Équipe du citoyen | Dany Tremblay (Sortant) | Sans opposition | Sans opposition |

| Partis | Partis            | Candidats conseiller #4 | Vote            | %               |
| ------ | ----------------- | ----------------------- | --------------- | --------------- |
|        | Équipe du citoyen | Gisèle Simard (Sortant) | Sans opposition | Sans opposition |

| Partis | Partis            | Candidats conseiller #5 | Vote            | %               |
| ------ | ----------------- | ----------------------- | --------------- | --------------- |
|        | Équipe du citoyen | Johanne Cameron         | Sans opposition | Sans opposition |

| Partis | Partis            | Candidats conseiller #6 | Vote            | %               |
| ------ | ----------------- | ----------------------- | --------------- | --------------- |
|        | Équipe du citoyen | Marc Lavigne (Sortant)  | Sans opposition | Sans opposition |

## Saint-Denis-sur-Richelieu
| Candidats pour la mairie     | Vote            | %               |
| ---------------------------- | --------------- | --------------- |
| Jacques Villemaire (Sortant) | Sans opposition | Sans opposition |

| Candidats conseiller (1) | Vote            | %               |
| ------------------------ | --------------- | --------------- |
| Gilles Martin (Sortant)  | Sans opposition | Sans opposition |

| Candidats conseiller (2)    | Vote            | %               |
| --------------------------- | --------------- | --------------- |
| Ginette Thibault (Sortante) | Sans opposition | Sans opposition |

| Candidats conseiller (3) | Vote            | %               |
| ------------------------ | --------------- | --------------- |
| Florent Spay             | Sans opposition | Sans opposition |

| Candidats conseiller (4) | Vote            | %               |
| ------------------------ | --------------- | --------------- |
| Jean Huard (Sortant)     | Sans opposition | Sans opposition |

| Candidats conseiller (5) | Vote            | %               |
| ------------------------ | --------------- | --------------- |
| Lyne Ross                | Sans opposition | Sans opposition |

| Candidats conseiller (1)   | Vote            | %               |
| -------------------------- | --------------- | --------------- |
| Raynald Bélanger (Sortant) | Sans opposition | Sans opposition |

Élection partielle pour le poste de maire et de Conseiller #2 le 1er mars 2015
- Organisée en raison de la démission du maire Jacques Villemaire en décembre 2014.

| Candidats pour la mairie                     | Vote | %     |
| -------------------------------------------- | ---- | ----- |
| Ginette Thibault (Sortante d'un autre poste) | 448  | 53,98 |
| Pascale Beaulieu                             | 382  | 46,02 |
| Taux de participation : 44,0 %               |      |       |

| Candidats conseiller (2) | Vote | %     |
| ------------------------ | ---- | ----- |
| Jean-Marc Bousquet       | 254  | 30,79 |
| Gilles Bélanger          | 230  | 27,88 |
| Éric Vigeant             | 125  | 15,15 |
| Michel Coriaty           | 110  | 13,33 |
| Caroline Collin          | 89   | 10,79 |
| Jean Dagenais            | 17   | 2,06  |

## Saint-Jean-Baptiste
| Candidats pour la mairie       | Vote | %     |
| ------------------------------ | ---- | ----- |
| Marilyn Nadeau (Sortante)      | 636  | 45,85 |
| Léo Lévesque                   | 383  | 27,61 |
| Paul-Émile Patenaude           | 368  | 26,53 |
| Taux de participation : 56,1 % |      |       |

| Candidats conseiller #1 | Vote | %     |
| ----------------------- | ---- | ----- |
| Jean Robert             | 113  | 55,94 |
| Régis Dubois (Sortant)  | 89   | 44,06 |

| Candidats conseiller #2 | Vote | %     |
| ----------------------- | ---- | ----- |
| Daniel Tétrault         | 90   | 59,21 |
| Chantal Desautels       | 54   | 35,53 |
| Gerry Martel            | 8    | 5,26  |

| Candidats conseiller #3      | Vote | %     |
| ---------------------------- | ---- | ----- |
| Pierre Bissonnette (Sortant) | 81   | 38,21 |
| Mario Burque                 | 79   | 35,85 |
| Gérald Lavoie                | 55   | 25,94 |

| Candidats conseiller #4 | Vote            | %               |
| ----------------------- | --------------- | --------------- |
| Pierre Adam             | Sans opposition | Sans opposition |

| Candidats conseiller #5    | Vote | %     |
| -------------------------- | ---- | ----- |
| Mélanie Dupré              | 165  | 56,70 |
| Alain Carpentier (Sortant) | 126  | 43,30 |

| Candidats conseiller #6 | Vote | %     |
| ----------------------- | ---- | ----- |
| Alain Poisson (Sortant) | 137  | 55,24 |
| Pierre-André Poulin     | 111  | 44,76 |

## Saint-Marc-sur-Richelieu
| Candidats pour la mairie       | Vote | %     |
| ------------------------------ | ---- | ----- |
| Jean Murray (Sortant)          | 622  | 68,05 |
| Réal Déry                      | 292  | 31,95 |
| Taux de participation : 54,4 % |      |       |

| Candidats conseiller #1 | Vote | %     |
| ----------------------- | ---- | ----- |
| Michel Robert (Sortant) | 584  | 66,51 |
| Alain Durand            | 294  | 33,49 |

| Candidats conseiller #2 | Vote            | %               |
| ----------------------- | --------------- | --------------- |
| Annie Houle (Sortante)  | Sans opposition | Sans opposition |

| Candidats conseiller #3 | Vote            | %               |
| ----------------------- | --------------- | --------------- |
| Eve-Marie Grenon        | Sans opposition | Sans opposition |

| Candidats conseiller #4 | Vote            | %               |
| ----------------------- | --------------- | --------------- |
| Pascal Smith            | Sans opposition | Sans opposition |

| Candidats conseiller #5 | Vote | %     |
| ----------------------- | ---- | ----- |
| Yvon Forget             | 565  | 64,35 |
| Fernand Jalbert         | 313  | 35,65 |

| Candidats conseiller #6 | Vote            | %               |
| ----------------------- | --------------- | --------------- |
| Daniel Bouchard         | Sans opposition | Sans opposition |

## Saint-Mathieu-de-Belœil
| Partis | Partis              | Candidats pour la mairie | Vote            | %               |
| ------ | ------------------- | ------------------------ | --------------- | --------------- |
|        | Équipe Michel Aubin | Michel Aubin (Sortant)   | Sans opposition | Sans opposition |

| Partis | Partis              | Candidats conseiller #1 | Vote            | %               |
| ------ | ------------------- | ----------------------- | --------------- | --------------- |
|        | Équipe Michel Aubin | Diane Demers (Sortante) | Sans opposition | Sans opposition |

| Partis | Partis              | Candidats conseiller #2 | Vote            | %               |
| ------ | ------------------- | ----------------------- | --------------- | --------------- |
|        | Équipe Michel Aubin | Sylvain Lavallée        | Sans opposition | Sans opposition |

| Partis | Partis              | Candidats conseiller #3 | Vote            | %               |
| ------ | ------------------- | ----------------------- | --------------- | --------------- |
|        | Équipe Michel Aubin | Réal Jean (Sortant)     | Sans opposition | Sans opposition |

| Partis | Partis              | Candidats conseiller #4 | Vote            | %               |
| ------ | ------------------- | ----------------------- | --------------- | --------------- |
|        | Équipe Michel Aubin | Guy Lévesque (Sortant)  | Sans opposition | Sans opposition |

| Partis | Partis              | Candidats conseiller #5    | Vote            | %               |
| ------ | ------------------- | -------------------------- | --------------- | --------------- |
|        | Équipe Michel Aubin | Normand Teasdale (Sortant) | Sans opposition | Sans opposition |

| Partis | Partis              | Candidats conseiller #6 | Vote            | %               |
| ------ | ------------------- | ----------------------- | --------------- | --------------- |
|        | Équipe Michel Aubin | Denis Goyette           | Sans opposition | Sans opposition |